# Детков, Станислав Валерьевич
Станислав Валерьевич Детков (род. 16 сентября 1980 года, Таштагол, Кемеровская область) — российский сноубордист. Мастер спорта России международного класса. Двукратный чемпион России в параллельном слаломе. Многократный призёр чемпионатов страны в параллельном гигантском слаломе, параллельном слаломе и сноубордкроссе. Участник Олимпийских игр 2010 и 2014 годов.

## Спортивная карьера
Наивысшим достижением Станислава является 4-е место в параллельном гигантском слаломе на Олимпийских играх в Ванкувере. В первой попытке малого финала за третье место Детков уступил представителю Франции Матьё Боццетто 0,96 секунды. Во второй попытке ворота, из которых стартовал Детков, не открылись вовремя из-за поломки системы оповещения, спортсмен споткнулся, упал, но смог финишировать намного позже соперника. В свою очередь, Боццетто на одном из виражей проехал посередине разделительного флага, нарушив таким образом правила. В итоге решением судейской коллегии Детков был дисквалифицирован во второй попытке, результат её не засчитан, а бронзовая медаль присуждена французу. Протест со стороны Олимпийского комитета России на результат соревнований не последовал.

## Призовые места на этапах кубка мира

### 1-е место
Параллельный слалом/Параллельный гигантский слалом
- 23 февраля 2013, Москва, Россия — параллельный слалом

## Награды
- Благодарность Президента Российской Федерации (5 марта 2010 года) — за заслуги в развитии физической культуры и спорта, высокие спортивные достижения на Играх XXI Олимпиады 2010 года в Ванкувере[2]